# Édouard Herzen

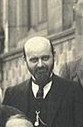
Édouard Herzen na Kongresie Solvaya

Édouard Herzen (ur. w 1877 we Florencji, zm. w 1936) – belgijski chemik rosyjskiego pochodzenia, który odegrał wiodącą rolę w rozwoju fizyki i chemii w XX wieku. Współpracował z przemysłowcem Ernestem Solvayem i uczestniczył w pierwszej, drugiej, czwartej, piątej, szóstej i siódmej konferencji Solvaya.

## Biografia
Herzen był wnukiem Aleksandra Herzena, wybitnej rosyjskiej postaci publicznej. W 1902 r. opublikował pracę na temat napięcia powierzchniowego. W 1921 r.  został dyrektorem Wydziału Nauk Fizycznych i Chemicznych w l'Institut des Hautes-Études.
W 1924 roku opublikował, we współpracy z fizykiem Hendrikiem Lorentzem, notatkę dla Francuskiej Akademii Nauk zatytułowaną The Reports of Energy and Mass After Ernest Solvay. W tym samym roku napisał popularną książkę La Relativité d'Einstein, wydaną przez Editions of New Library of Lausanne.